# Aprisco

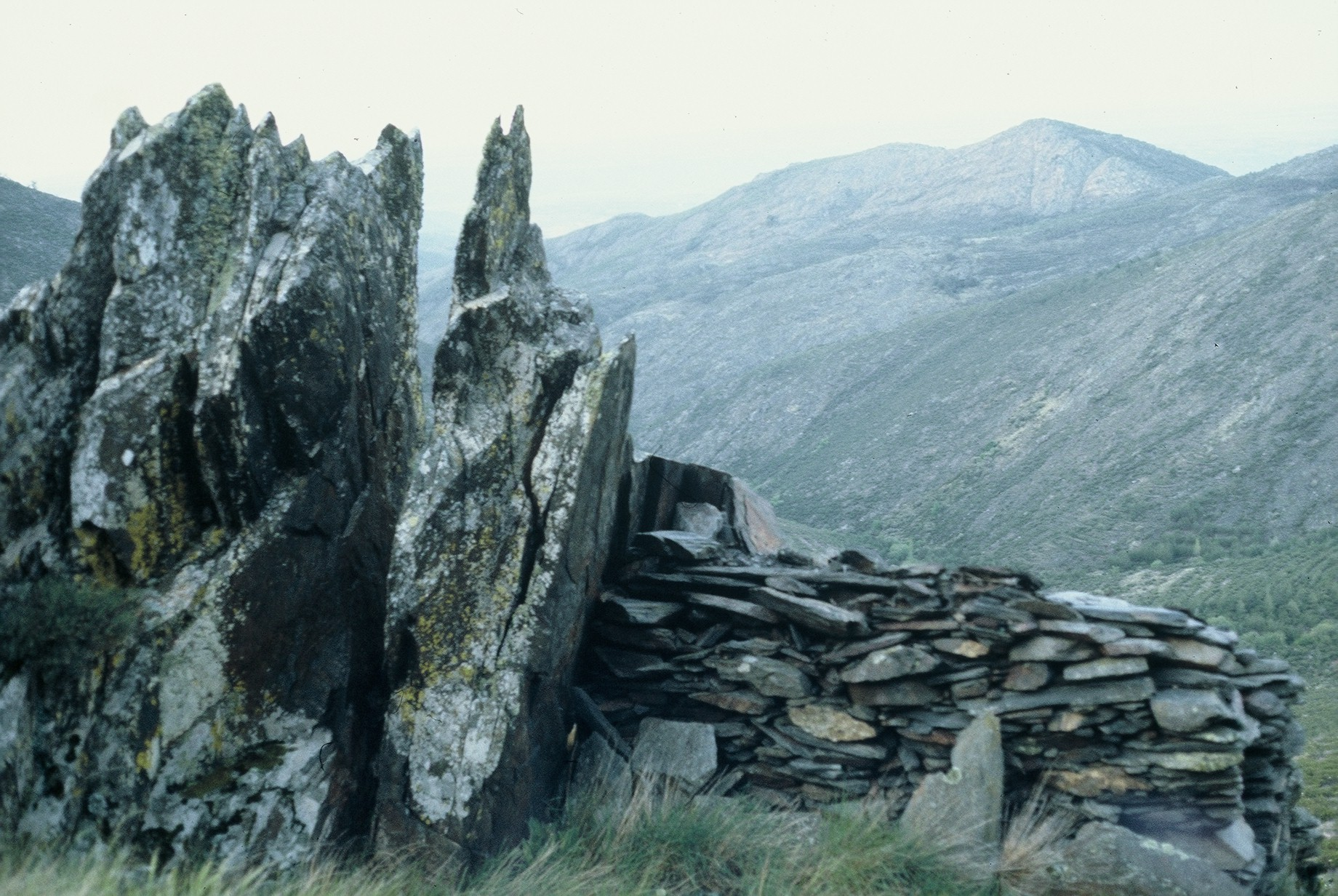
Primitivo aprisco de pizarra en la Sierra de Ayllón (Guadalajara, España)

Aprisco es el refugio utilizado por el pastor para recoger las ovejas protegidas de las inclemencias del tiempo y los depredadores. Puede ser asociado como sinónimo de redil (telera) y corral, e incluso usarse por majada, establo, boyera, cuadra y chiquero. Sustantivo de la acción de "apriscar", en ganadería, especialmente en la de ovinos y caprinos, recoger el rebaño para resguardarlo de la intemperie.

## Tipología
Los apriscos más comunes son una especie de portales largos habituales en los corrales o traspuertas de las casas de los ganaderos y en muchas alquerías, casas de campo, cortijos y casas parideras. Dichos portales por lo común no tienen más techumbre que ramaje y maderos para dar sombra al ganado e impedir que se moje con la lluvia. En estos apriscos suelen disponer, apoyados en los muros de dornajos o artesillas o un simple madero o viga acanalada (la canal) que sirven de recipientes del pienso, forraje, etc. La altura de las tapias del aprisco es variable, y pueden estar protegidas con bardas de espinos para impedir el acceso a los depredadores; el pavimento puede estar empedrado, para que después de barrido, operación que debe hacer cada dos o tres días, se enjugue en poco tiempo mientras el ganado está fuera de él; sobre los extremos de estos apriscos hay una pequeña abertura para apartar la cría cuando sea necesario. En función de la geografía, el aprisco recibe diferentes nombres de un amplio y rico vocabulario.

### En la trashumancia
Los rebaños merinos trashumantes solo están bajo cubierto durante el esquileo, que dura como mucho uno o dos días si la estación está seca o templada; parte de la finura de las lanas merinas depende de estar el rebaño a la intemperie.